# Comté de Bute
Pour les articles homonymes, voir Bute.
Le comté de Bute ou Buteshire est un comté historique d'Écosse dont le siège était Rothesay. Ce comté comprenait de nombreuses îles du Firth of Clyde dont Bute (qui donne son nom au comté), Arran, Great Cumbrae et Little Cumbrae. Le comté a été aboli en 1975 pour former, avec d'autres comtés, la région du Strathclyde. Depuis 1996 et l'abandon des régions, le territoire du comté est partagé entre deux council areas, celui d'Argyll and Bute et de North Ayrshire.